# Сложени глаголски облици
Сложени глаголски облици су глаголски облици који се састоје од најмање двије ријечи, и то од помоћног глагола бити (јесам; бити) или хтјети у личном (и енклитичком) глаголском облику, и од одговарајућег глаголског придјева или инфинитива.
Списак сложених глаголских облика:
- Перфекат
- Плусквамперфекат
- Футур [а]
- Футур други
- Потенцијал